# Коста срещу ENEL
Решението по Дело C – 6/64 ''Фламинио Коста срещу ENEL" (Flaminio Costa срещу E.N.E.L.) от 15 юли 1964 г. е емблематично решение в практиката на Европейския съд, чрез което Съдът по тълкувателен път формулира принципа за върховенство на правото на Европейския съюз над националното право на държавите членки.

## История
През 1962 г. италианското правителство решава да национализира електрическите компании в страната и да ги обедини в една компания Ente Nazionale per l'Energia eLettrica (Закон №1643 от 6 декември 1962). Национализацията ощетява гражданина Фламинио Коста – акционер в одържавената компания Edison Volta. В знак на протест Фламинио Коста спира да плаща сметките си за електричество, възлизащи на 1926 италиански лири. Пред съда в Милано Фламинио Коста изтъква, че национализацията и монополът на ENEL нарушават редица разпоредби на Договора за Европейската икономическа общност, ДЕИО относно държавната намеса на пазара и монопола. Италианското правителство изтъква, че делото е безпредметно, тъй като национализацията е въведена с държавен закон, който не може да бъде оспорван от гражданите, дори и на основание разпоредбите на Римския договор, и следователно италианският съд трябва да приложи националния закон, без да се съобразява с ДЕИО. По настояване на Коста миланският съдия Гуидиче Консилаторе (Giudice Conciliatore) спира делото и отправя преюдициално запитване до Съда в Люксембург относно правния характер на Европейската общност и за юрисдикцията на националните съдилища да прилагат това право.

## Решението
Произнасяйки се по запитването на италианския съдия, Съдът в Люксембург уважава отчасти позицията на италианското правителство по въпроса за държавната намеса на пазара, изтъквайки, че съгласно тогавашните разпоредби на договора държавната намеса на пазара изисква консултирането на Комисията по специална процедура, предвидена в договора. Но по въпроса за правото на г-н Коста да противопостави разпоредба на Общностното право на действията на правителството в съдебен процес пред националния съд на Италия, Съдът не се съгласява с италианското правителство. Съдът постановява, че ако г-н Коста бъде лишен от правото да се противопостави на националното си законодателство на базата на несъвместимостта му с общностното право, то това би направило европейското право неефективно.
Тази своя позиция Съдът защитава с правния характер на Общността, за който се произнася със следното преюдициално заключение:
| „ | За разлика от обичайните международни договори, Договорът за ЕИО е създал собствен правен ред, който е интегриран в правните системи на държавите членки с влизане в сила на Договора и който националните юрисдикции са длъжни да прилагат. Като са създали за неограничен период от време общност, която има свои собствени институции, правосубектност, правоспособност, способност за международно представителство, и по-специално реални правомощия, произтичащи от ограничаване на компетентност или прехвърляне на правомощия от държавите към Общността, държавите са ограничили суверенните си права, макар и в ограничен брой области, и по този начин са създали корпус от правни норми, приложим по отношение на техните граждани и самите тях... В действителност изпълнителната сила на общностното право не може да бъде различна в различните държави в резултат от последващо вътрешно законодателство, без това да застраши постигането на целите на Договора. Задълженията, поети с Договора за създаване на Общността, биха били не безусловни, а само евентуални, ако можеха да бъдат поставяни под въпрос от последващи законодателни актове на страните по Договора... | “ |

След това Съдът заключава:
| „ | От всички тези съображения следва, че тъй като има автономен източник на произтичащото от Договора право поради неговия специфичен и оригинален характер, каквато и да е вътрешноправна разпоредба не би могла да му се противопостави в съдебно производство, без то да бъде лишено от общностния си характер и без да се постави под съмнение правната основа на самата Общност. В действителност, изпълнителната сила на общностното право не може да бъде различна в различните държави в резултат от последващо вътрешно законодателство, без това да застраши постигането на целите на Договора. | “ |

С това свое заключение Съдът фактически постановява, че правните разпоредби на европейското право се ползват с върховенство пред правото на отделните държави членки, от което следва, че националните съдилища би трябвало да прилагат нормите на европейското право с предимство пред нормите на националното право, като разпоредбите на съюзното право трябва да се прилагат по еднакъв начин във всичките държави членки.